# 나가레야마시
나가레야마시(일본어: 流山市)는 일본 지바현 북서부에 있는 시이다. 메이지 시대에는 가쓰시카현청이 있었다. 인구는 18만 명으로 지바현 내에서 우라야스시에 이어 10위이다.

## 지리
지바현 북서부, 간토평야 안에 위치한다. 도카쓰 지역에 속하고 옛 히가시카쓰시카군의 중부에 해당한다. 도쿄 도심에서 약 25km 떨어져 있다. 시의 서쪽 경계에는 에도강이 남북으로 흐르고 에도강 너머는 사이타마현이다. 또 북부에는 도네 운하가 흐른다.

## 역사
과거에는 시모사국에 속했다. 18세기 무렵부터 에도강의 수운을 위한 하안이 생겨 미림 제조로 돋보였다. 에도 막부 말기에 신센구미가 본진을 두었지만 신정부군에 포위되었기 때문에 대장인 곤도 이사미가 출두하여 동지 히지카타 도시조와 이별한 땅이 되었다.
- 1869년 - 나가레야마는 가쓰시카현에 속했고 가쓰시카현청 소재지였다.
- 1871년 - 가쓰시카현이 인바현에 통합되었다.
- 1873년 6월 15일 - 인바현이 지바현에 통합되었다.
- 1889년 4월 1일 - 정촌제가 시행되어 남서부에 나가레야마정, 북서부에 신카와촌, 동부에 야기촌이 놓였다. 모두 히가시카쓰시카군에 속했다.
- 1911년 5월 9일 - 신카와촌·야기촌에 지바 현영 경편 철도(현 도부 노다선)가 개업하였다.
- 1916년 3월 14일 - 나가레야마 경편 철도(현 류테쓰 나가레야마선)가 운행을 개시하였다.
- 1967년 1월 1일 - 나가레야마시가 성립하였다.
- 1973년 - 일본국유철도(현 JR) 무사시노선이 개업하였다.
- 1992년 - 조반 자동차도 나가레야마 IC가 개통하였다.
- 2005년 - 수도권 신도시 철도 쓰쿠바 익스프레스가 개업하였다.

## 교통

### 도로
- 조반 자동차도
- 국도 6호선

### 철도
- 류테쓰 나가레야마선
- 도부 철도 노다선
- 동일본 여객철도 무사시노선
- 수도권 신도시 철도 쓰쿠바 익스프레스

## 인구
| 연도 | 인구    | ±%      |
| ---- | ------- | ------- |
| 1920 | 11,115  | —       |
| 1930 | 11,947  | +7.5%   |
| 1940 | 13,178  | +10.3%  |
| 1950 | 18,337  | +39.1%  |
| 1960 | 25,672  | +40.0%  |
| 1970 | 56,485  | +120.0% |
| 1980 | 106,635 | +88.8%  |
| 1990 | 140,059 | +31.3%  |
| 2000 | 150,527 | +7.5%   |
| 2010 | 163,994 | +8.9%   |

## 출신 인물
- 모리모토 나미(守本奈実): NHK 아나운서